# Chamblee
Chamblee és una població dels Estats Units a l'estat de Geòrgia. Segons el cens del 2000 tenia 9.552 habitants.

## Demografia
Segons el cens del 2000, Chamblee tenia 9.552 habitants, 2.673 habitatges, i 1.849 famílies. La densitat de població era de 1.174,5 habitants per km².
Dels 2.673 habitatges en un 33,9% hi vivien nens de menys de 18 anys, en un 46,4% hi vivien parelles casades, en un 9% dones solteres, i en un 30,8% no eren unitats familiars. En el 15,8% dels habitatges hi vivien persones soles el 4,1% de les quals corresponia a persones de 65 anys o més que vivien soles. El nombre mitjà de persones vivint en cada habitatge era de 3,57 i el nombre mitjà de persones que vivien en cada família era de 3,65.
Per edats la població es repartia de la següent manera: un 23,2% tenia menys de 18 anys, un 17,9% entre 18 i 24, un 41% entre 25 i 44, un 12,8% de 45 a 60 i un 5% 65 anys o més.
L'edat mediana era de 28 anys. Per cada 100 dones de 18 o més anys hi havia 176,9 homes.
La renda mediana per habitatge era de 45.992 $ i la renda mediana per família de 38.125 $. Els homes tenien una renda mediana de 22.024 $ mentre que les dones 22.368 $. La renda per capita de la població era de 15.492 $. Entorn del 15,8% de les famílies i el 22,9% de la població estaven per davall del llindar de pobresa.

## Poblacions més properes
El següent diagrama mostra les poblacions més properes.